# Praga T-6
Dělostřelecký tahač Praga T-6 byl nejúspěšnější československý dělostřelecký pásový traktor. Jeho výrobcem byl podnik ČKD Praha. Výroba probíhala v letech 1937 až 1944. Několik set vozidel bylo exportováno do Rumunska, Turecka, Švédska a Portugalska. Za druhé světové války byl tahač používán wehrmachtem, zvlášť byl objednán jednotkami Waffen-SS. Armáda samostatného Slovenského státu si v roce 1943 objednala 30 kusů, dodáno bylo pouze 8 kusů.

## Technické údaje
- Hmotnost: 7,05 t
- Délka: 4,8 m
- Šířka: 1,8 m
- Výška: 1,7 m
- Osádka: 3 mužů
- Pohon: motor Praga, vodou chlazený šestiválec
- Obsah motoru: 7754 cm³
- Výkon: 90,5 hp
- Maximální rychlost: 31 km/h
- Operační dosah: 250 km
- Vlastnosti: utáhl až 6 tun